# Testimone di giustizia
Il testimone di giustizia, nell'ordinamento giuridico italiano, è una persona che decide di collaborare con la magistratura italiana fornendo informazioni utili relativamente ad indagini riguardanti reati e/o delitti. Si distingue dal collaboratore di giustizia perché non è stato coinvolto attivamente nei reati sui quali testimonia, tuttavia la legge, non dando una definizione formale del testimone, si limita a stabilire le condizioni ricorrendo le quali un soggetto possa essere ritenuto tale. Alla loro tutela ed incolumità fisica provvede il servizio centrale di protezione.

## Storia
Tale figura è introdotta dalla legge 13 febbraio 2001 n. 45 della Repubblica italiana che ha modificato la precedente disciplina relativa ai collaboratori di giustizia di cui alla legge 15 marzo 1991 n. 82.
Nell'agosto 2013 il governo Letta ed approvò uno schema decreto legge che permette ai testimoni di giustizia di essere assunti nella P.A. italiana come avveniva fino ad allora per le vittime del terrorismo e della criminalità organizzata, accogliendo così la proposta portata avanti dall'associazione nazionale testimoni di giustizia presieduta da Ignazio Cutrò. La norma è contenuta nel decreto legge 31 agosto 2013 n. 101 - convertito in legge 30 ottobre 2013 n. 125. La norma, modificando la legge 82/1991, prevede che nelle ipotesi di assunzione per chiamata diretta nella pubblica amministrazione italiana godano di diritto  al collocamento  obbligatorio  con  precedenza previsto dalla legge 23 novembre 1998 n. 407.

## La disciplina normativa
L'art. 16 bis della legge 82/1991, come modificato dalla legge 45/2001, afferma che a coloro che si trovino in particolari condizioni di cui all'art. 9 e all'art 13 comma 5 della legge si applichino particolari misure di protezione, scaturenti dalla situazione in cui essi si trovino per le dichiarazioni rese nel corso di un procedimento penale.
La legge del 2001 estende al testimone di giustizia la disciplina propria del collaboratore di giustizia ed in particolare, l'art. 16-ter, afferma che i testimoni di giustizia hanno diritto:
- a misure di protezione fino alla effettiva cessazione del pericolo per sé e per i familiari;
- a misure di assistenza, anche oltre la cessazione della protezione, volte a garantire un tenore di vita personale e familiare non inferiore a quello esistente prima dell'avvio del programma, fino a quando non riacquistano la possibilità di godere di un reddito proprio;
- alla capitalizzazione del costo dell'assistenza, in alternativa alla stessa;
- se dipendenti pubblici, al mantenimento del posto di lavoro, in aspettativa retribuita, presso l'amministrazione dello Stato al cui ruolo appartengono, in attesa della definitiva sistemazione anche presso altra amministrazione dello Stato;
- alla corresponsione di una somma a titolo di mancato guadagno, concordata con la commissione, derivante dalla cessazione dell'attività lavorativa propria e dei familiari nella località di provenienza, sempre che non abbiano ricevuto un risarcimento al medesimo titolo, ai sensi della legge 23 febbraio 1999, n. 44;
- a mutui agevolati volti al completo reinserimento proprio e dei familiari nella vita economica e sociale.

Lo stesso articolo prevede poi che le misure di protezione siano mantenute fino alla effettiva cessazione del rischio. Inoltre "se lo speciale programma di protezione include il definitivo trasferimento in altra località, il testimone di giustizia ha diritto ad ottenere l'acquisizione dei beni immobili dei quali è proprietario al patrimonio dello Stato, dietro corresponsione dell'equivalente in denaro a prezzo di mercato".
La disciplina è stata modificata dalla legge 11 febbraio 2018, n. 6 che ha disciplinato in maniera organica la protezione dei testimoni di giustizia, come articolato dal disegno di legge del precedente anno, estendendo misure di tutela ai conviventi dei testimoni.

## Il dibattito sulla figura
Il legislatore è intervenuto solo nel 2001 per dare rilievo giuridico ad una figura che già esisteva: colui che non avendo commesso alcun reato (ma spesso essendone stata vittima) decide di collaborare con lo Stato fornendo informazioni utili alle indagini e così mettendo a rischio la propria vita e quella dei propri familiari.

L'efficacia della legge si è però scontrata con l'enorme sacrificio richiesto ai testimoni di giustizia. Questi, costretti a lasciare la propria comunità e i propri affetti, sovente non sono stati messi in condizione di rientrare nel luogo di origine o di rifarsi una vita che non somigliasse ad una forma di "esilio", lamentando anche la difficoltà di svolgere il ruolo di "testimone di giustizia".
L'attuale legislazione in materia di testimoni di giustizia resta piuttosto lacunosa in quanto alle misure di protezione e di assistenza "nei confronti delle persone esposte a grave e attuale pericolo per effetto della loro collaborazione o delle dichiarazioni rese nel corso delle indagini preliminari e del giudizio". Questa normativa associa infatti la condizione dei testimoni e quella dei collaboratori di giustizia, pur trattandosi di due categorie profondamente differenti.
I testimoni di giustizia, infatti, pur conoscendo le dinamiche malavitose e denunciandole, a differenza dei collaboratori di giustizia, non sono coinvolti direttamente in esse e, solitamente, non provengono dagli ambienti della criminalità ed occupano normali posizioni nel tessuto economico e sociale, risultando spesso impegnati in attività imprenditoriali; in genere vengono danneggiati delle organizzazioni criminali e assumono il ruolo di testimoni a seguito di ciò.
Spesso la loro testimonianza risulta decisiva consentendo l'individuazione dei colpevoli e la successiva condanna penale. Talvolta essi hanno dato luogo a proteste, riportate dalle cronache giornalistiche, al fine di evidenziare all'opinione pubblica la condizione di disagio in cui spesso si trovano a vivere.

## Soggetti famosi
- Gaetano Saffioti
- Rita Atria
- Pino Masciari
- Piera Aiello
- Lea Garofalo
- Ignazio Cutrò
- Serafina Battaglia
- Franco Caminiti